# Mottetti per la Passione
I Mottetti per la Passione per coro misto sono una composizione di Goffredo Petrassi scritta nel 1965.

## Struttura della composizione
I Mottetti si basano rispettivamente:
I. il primo sul testo del “Secondo Responsorio per la Feria V in Coena Domini”: 
«Tristis est anima mea usque ad mortem, sustinete hic et vigilate mecum. Nunc videbitis turbam, quae circumdabit me. Vos fugam capietis et ego vadam immolari pro vobis»;
II. il secondo sull’ “Improperio del Venerdì Santo” (Parasceve):
«Improperium expectavit cor meum et miseriam: et sustinui qui simul mecum contristaretur, et non fuit: consolantem me quaesivi et non inveni: et dederunt in escam meam fel, et in siti mea potaverunt me aceto»;
III. il terzo sulle parole del “Quinto Responsorio per la Feria VI di Parasceve”: 
«Tenebrae factae sunt dum crucifixissent Jesum Judaei: et circam horam nonam exclamavit Jesus voce magna: “Deus meus, ut quid me dereliquisti?” et inclinato capite, emisit spiritum»; 
IV.  il quarto sull’ “Antifona Post Canticum Zachariae per la Feria di Parasceve”: 
«Christus factus est pro nobis oboediens usque ad mortem. Mortem autem crucis. Propter quod et Deus esaltavit illum et dedit illi nomen, quod est super omne nomen».
Va notato, peraltro, come il testo del terzo Mottetto sia lo stesso di uno dei Responsori in secundo Nocturno di Gesualdo da Venosa pubblicati nel 1611 e riportati all’attenzione del mondo musicale dal musicologo e compositore napoletano Guido Pannain. 
Roman Vlad ritiene significativo un confronto diretto riguardo al modo in cui l’assunto spirituale e la realtà fonetica del Christus factus siano state sentite e interpretate musicalmente da Petrassi e da Anton Webern nel primo dei Cinque canoni op. 16. Mentre questi ultimi rientrano nella fase pre-dodecafonica del compositore austriaco, i Mottetti di Petrassi sono stati scritti in quella post-dodecafonica del maestro romano. In comune entrambe le opere hanno l’uso dell’intervallo come vocabolo significante e come fondamento strutturale del discorso musicale. Massimo Mila in un suo articolo aveva sottolineato l’attesa della critica musicale nei confronti dei Mottetti, resa più acuta dalla curiosità di vedere se il ritorno di Petrassi alla composizione di musica sacra fosse coinciso con un ritorno «a quel gusto neo-barocco e romano che aveva caratterizzato il Salmo IX e il Magnificat e che poi è stato superato dal compositore nel corso delle sue sorprendenti esperienze strumentali …». Il quesito implicito in tale curiosità era invero, osserva Vlad, alquanto ingenuo non potendo esservi dubbi circa il fatto che il cammino stilistico di Petrassi avesse preso una direzione irreversibile in avanti, tale da non ammettere ripensamenti. L’unico ritorno consiste nel recupero del valore dell’intervallo, che riacquista la sua intera tensione melodica, la quale anzi viene portata ad un’intensità senza precedenti nelle musiche vocali di Petrassi. 
Non diversamente da altre composizioni per voci di Petrassi come le Due Liriche di Saffo (1942), le Tre Liriche di Leopardi, Foscolo e Montale per baritono e pianoforte (1944) e le Béatitudes (testimonianza per Martin Luther King) per baritono (o basso) e cinque strumenti (1969), i Mottetti per la Passione sono un’opera in cui le migliori qualità inventive del maestro romano unite al suo innato senso della comunicatività ed immediatezza vocale si interiorizzano in una gestualità sonora di viva e profonda partecipazione umana.
Roman Vlad considera i Mottetti per la Passione l’opera con la quale Petrassi «si è maggiormente avvicinato al sublimato espressionismo weberniano, concretando nello stesso tempo una delle sue più alte affermazioni personali». L’istanza espressionista si manifesta con la massima evidenza nel passo dell’Improperium in cui un baritono solo ripete in un vibratissimo declamato le parole iniziali del secondo Mottetto: «Improperium expectavit cor meum et miseriam» e le sovrappone alle note tenute dalle altre voci. Momenti di tale drammaticità espressionista appaiono contemperati con quello che Massimo Mila definisce «un vestigio di classicità che è implicito nell’assunto stesso della composizione», ma, conclude Vlad, si tratta di una classicità inventata e distante dal giovanile gusto neo-barocco di Petrassi tanto quanto il classico lo è dal barocco. 

## Discografia parziale
- Coro Polifonico della RAI Radiotelevisione Italiana, Nino Antonellini (Fratelli Fabbri Editori, IGM 1074)